# Thomas Tresham
Pour les articles homonymes, voir Tresham.
Sir Thomas Tresham, né à une date inconnue et mort le 6 mai 1471, est un soldat et homme politique anglais, actif tant sur les champs de bataille qu'au Parlement durant la guerre des Deux-Roses entre la maison de Lancastre et la maison d'York.

## Biographie
Il est le fils de William Tresham, homme d'État des années 1420 aux années 1440. Il grandit à la Cour du roi Henri VI, et entame à son tour une carrière politique en étant élu député du Buckinghamshire à la Chambre des communes du Parlement d'Angleterre pour le parlement de janvier 1447, puis du Huntingdonshire à celui de février 1449. Au matin du 22 septembre 1450, son père et lui sont attaqués sur la route par un groupe d'hommes dont les motivations sont aujourd'hui incertaines ; William Tresham est tué tandis que son fils, dévalisé et blessé, survit. Dans les années qui suivent, il est fait contrôleur de gestion de la Cour. Lorsque débute la guerre des Deux-Roses, il participe à la première bataille de St Albans en mai 1455, du côté de la maison de Lancastre. 
En novembre 1459, après la victoire des Lancastre à la déroute de Ludford Bridge, il est député du Northamptonshire, et ses pairs l'élisent président (speaker) de la Chambre des communes. C'est le « Parlement des démons » qui, sous sa présidence, frappe d'attainder les principaux Yorkistes, les condamnant sans procès. Thomas Tresham prend part à la seconde bataille de St Albans en février 1461, à la suite de laquelle il est fait chevalier par le prince Édouard, prince de Galles. Fin mars, il prend part à la bataille de Towton, qui cette fois est remportée par les Yorkistes. Il est fait prisonnier, et déclaré coupable de haute trahison par le Parlement en juillet, là encore par bill d'attainder et sans procès. Ses biens et ses terres sont saisis, mais sa vie est épargnée, et il est pardonné en mars 1464. Il est élu à nouveau député du Northamptonshire en avril 1467, et le Parlement dont il est membre annule son attainder, lui restaurant partiellement ses biens. 
En novembre 1468, les autorités yorkistes le font arrêter par précaution, aux côtés d'autres personnalités lancastriennes, car une invasion lancastrienne menée par la reine Marguerite d'Anjou se profile. Il est libéré en octobre 1470 grâce à la victoire provisoire des Lancastre et à la restauration d'Henri VI sur le trône. Le Yorkiste Édouard IV reprend toutefois le trône en avril 1471, et Thomas Tresham est une nouvelle fois déclaré traître. Il parvient à rejoindre la reine Marguerite et prend part à la bataille de Tewkesbury le 4 mai, où les Lancastre sont vaincus. Il se réfugie à l'abbaye de Tewkesbury, puis se rend, ayant reçu la promesse d'être gracié par Édouard IV. Les Yorkistes n'honorent pas leur promesse, et l'exécutent le 6 mai, puis le font frapper à nouveau d'attainder par le Parlement, à titre posthume, en 1475, privant un temps d'héritage son fils John. L'attainder est annulé par le roi Henri VII en 1485. Il est le deuxième ancien speaker à avoir été exécuté, après John Bussy en 1399. En 1485, l'ancien speaker William Catesby sera lui aussi exécuté pour son rôle dans la dernière phase de la guerre des Deux-Roses.